# VS (misonoの曲)
「VS」（ヴァーサス）は、日本の歌手・misonoの1作目のシングル。

## 概要
- day after tomorrow活動休止後に発表された、ソロでのメジャーデビューシングル[1]。
- 表題曲はゲームソフト『テイルズ オブ ザ テンペスト』のテーマソング及び日本テレビ系列『音楽戦士 MUSIC FIGHTER』のエンディングテーマに起用された[1]。
- CD+DVD規格とCD規格の2形態で発売され、DVDには表題曲のビデオクリップが収録された。
- オリコンチャート初登場4位を獲得。初のトップ10入りを果たした。

## 収録曲
| #         | タイトル                          | 作詞      | 作曲      | 編曲             | 時間  |
| --------- | --------------------------------- | --------- | --------- | ---------------- | ----- |
| 1.        | 「VS（ヴァーサス）」              | misono    | 西川進    | イズタニタカヒロ | 4:17  |
| 2.        | 「ガラスのくつ」                  | misono    | misono    | 久保田光太郎     | 5:45  |
| 3.        | 「VS（ヴァーサス）-Instrumental」 |           | 西川進    | イズタニタカヒロ | 4:17  |
| 4.        | 「ガラスのくつ-Instrumental」     |           | misono    | 久保田光太郎     | 5:43  |
| 合計時間: | 合計時間:                         | 合計時間: | 合計時間: | 合計時間:        | 20:02 |

### 解説
1. VS（ヴァーサス）
2. ガラスのくつ
misonoが初めて作曲も手掛けた楽曲。
3. VS（ヴァーサス）-Instrumental
表題曲のインストゥルメンタルバージョン。
4. ガラスのくつ-Instrumental
カップリング曲のインストゥルメンタルバージョン。

## 参加ミュージシャン
- misono：Vocal

support musician
- イズタニタカヒロ：Programming & Guitar (#1,3)
- 久保田光太郎：Programming & Guitar (#2,4)
- 西川進：Guitar (#1,3)
- FIRE：Bass (#2,4)
- 中畑大樹：Drums (#2,4)
- 浦清英：Piano & Hammond Organ (#2,4)
- 角谷仁宣：Strings Programming (#2,4)
- 真城めぐみ：Backing Vocal (#2)

## タイアップ
- バンダイナムコゲームス社製ニンテンドーDS専用ゲームソフト『テイルズ オブ ザ テンペスト』テーマソング (#1)
- 日本テレビ系列音楽バラエティ番組『音楽戦士 MUSIC FIGHTER』2006年4月度エンディングテーマ (#1)

## 収録アルバム
- never+land (#1,2)
- Tales with misono -BEST- (#1)
- チアーズ -運動会ソングス- (#1)
- The Best of Tales (#1)
- 20年200曲 コンプリートベスト コレクションボックス (#1)
- 20年200曲+a LOVE ハイクオリティ CD BOX (#1)
- テイルズ　オブ　ザ　テンペスト　オリジナル・サウンドトラック (#1 Game Edit Ver.)
- a-mania 〜パね!for SKIP J-TRANCE〜 (#1 BIG KISS vs. kors k Remix)